# 柴田淳の月と太陽
『柴田淳の月と太陽』（しばたじゅんのつきとたいよう）は、シンガーソングライターの柴田淳がパーソナリティを務めていたエフエム愛媛制作のラジオ番組である。

## 概要
正式タイトルは『太陽石油 Presents - 柴田淳の月と太陽』。「太陽石油 Presents」の番組は、1980年代からJOEU-FMローカルで井上昌己、加藤いづみといった愛媛県出身の歌手によるパーソナリティーによる番組として放送されていたが、柴田は愛媛県とは縁がない（柴田は東京が生まれ・育ちである）。

## 略歴
- 2003年4月放送開始。太陽石油1社提供で、2007年3月までJFN系列西日本ブロックネット（一番東は大阪、一番西は鹿児島、17局）。そのためe-radio以東およびFM沖縄では聴くことができなかった。
- 2006年4月放送分から番組内容の一部がPodcast配信され、非放送地域でもポッドキャスティングで聴くことが出来るようになった。
- 2007年4月放送分からは放送局が17局から38局に拡大され、北海道（AIR-G'）から沖縄（FM沖縄）まで全国のJFN系列局フルネットで放送されるようになった。
- JFN全国ネットの番組としては、放送当時唯一の[要出典]JFN地方局制作の番組であった。
- 2008年3月29日、番組終了。後番組は「LIFE - LOVE CiRCLE」。

## 内容
番組の内容は、柴田が毎週、最近の特定の流行や注目を浴びているものなどをテーマにトークを展開していくというもの。
開始当初、特定のテーマを決めずフリートークで進行する形を取っていたが、2005年4月放送分から週毎に特定のテーマが決められるようになった。「柴田淳のドライビングミュージック」もこの時同時に新設された。2006年からポッドキャストでもテーマトークを中心に抜粋して配信を始めた。
柴田が過去に担当したラジオ番組（「EBONY＆IVORY」(Kiss-FM KOBE)「SNOW DIVER」(FM NORTH WAVE)「スコーピオンA」(bayfm)）では自身の公開するWeb日記でのキャラクター同様の軽快な語り口と明け透けなトーク内容で人気があったが、当番組では終始おとなしめのトークにとどまることが多かった。これについては、スポンサーや制作側の音楽アーティストとしてのイメージを重視したい意向が反映されているのではないか、という見方もあった。
番組終了に関しては、柴田が自身のブログでスポンサーの太陽石油の意向であったことを明らかにしている。このことについて、柴田は「私がひとりぼっちになって、引退を余儀なくされそうになった時も、この番組が命綱となり、わたしはまたこの世界に戻って来れました。あの時、私を救ってくれたのは、太陽石油さんでした。本当に、支えになってくれた番組でした。」というコメントを残している。

## 放送局・放送時間
※2007年4月以降は毎週土曜の10:30～10:55に放送時間が統一された。（※FM三重・Kiss-FM KOBEのみ毎週土曜の11:00～11:25。）

### 番組開始（2003年4月）からのネット局
- JOEU-FM（愛媛県）
- FM香川
- Hi-Six（高知県）
- FM徳島
- fm osaka
- Kiss-FM KOBE
- 広島FM
- FM岡山
- V-air（鳥取県・島根県）
- FMY（山口県）
- FM FUKUOKA
- fm nagasaki
- JOY FM（宮崎県）
- FMS（佐賀県）
- Aie-Radio FM88（大分県）
- エフエムクマモト
- μFM（鹿児島県）

### 2007年4月から新たに放送開始された放送局
- Air-G'
- FM青森
- FM IWATE
- Date fm（宮城県）
- AFM（秋田県）
- Boy-FM（山形県）
- ふくしまFM
- FMぐんま
- RADIO BERRY（栃木県）
- TOKYO FM
- K-MIX（静岡県）
- FM長野
- FM NIIGATA
- FM AICHI
- Radio 80（岐阜県）
- radio CUBE FM三重
- FMとやま
- HELLO FIVE（石川県）
- FM福井
- e-radio
- FM沖縄

## 出演ゲスト
- 塩谷哲
- 石嶺聡子